# Drapeau de la Malaisie
 (août 2024).
Si vous disposez d'ouvrages ou d'articles de référence ou si vous connaissez des sites web de qualité traitant du thème abordé ici, merci de compléter l'article en donnant les références utiles à sa vérifiabilité et en les liant à la section « Notes et références ».
Le drapeau de la Malaisie est le drapeau civil, le drapeau d'État et pavillon d'État de la Malaisie. Il comprenait initialement quatorze bandes parce qu'elle réunissait autrefois quatorze États. Lorsqu'il fut décidé en 1965 d'exclure Singapour de la fédération, on maintint les quatorze bandes en attribuant la quatorzième aux districts fédéraux (celui de la capitale puis également celui de Labuan et Putrajaya). 
Ainsi la bande inférieure est blanche ce qui, en plus des astres du quartier bleu, différencie le drapeau de la Malaisie de celui des États-Unis. Les astres du quartier bleu sont le croissant, symbole musulman, et l'étoile à 14 branches, représentant les 14 états à l'origine de la Fédération, avant que Singapour ne devienne une nation indépendante.